# 尚恩·馬奈亞
尚恩·安東尼·馬奈亞（英語：Sean Anthony Manaea，/məˈnaɪə/ mə-NY-ə，1992年2月1日—），為美國職棒大聯盟的投手，目前效力於紐約大都會。他先前曾效力過運動家、教士、巨人等隊。
2013年美國職棒大聯盟選秀，皇家隊在首輪第34順位選進馬奈亞，並在2015年將他交易到運動家隊。他在2016年登上大聯盟，2018年4月21日投出一場無安打比賽。2022年，他加入教士隊。

## 職業生涯

### 堪薩斯市皇家
馬奈亞原本被認為是2013年大聯盟選秀的頭號順位種子之一，但他在大學時因為投球臀部受傷，使得當時握有狀元籤的太空人最後選擇放棄馬奈亞。他在選秀會上到了34順位才被皇家隊選走。
2014年，馬奈亞受邀參加春訓。後來他在高階1A拿下7勝8敗，防禦率3.11。2015年，馬奈亞因為腹部和腹股溝受傷而錯過開季。之後他在7月升上2A。

### 奧克蘭運動家
2015年7月28日，皇家將馬奈亞和Aaron Brooks交易到運動家，換來班·佐布里斯特。

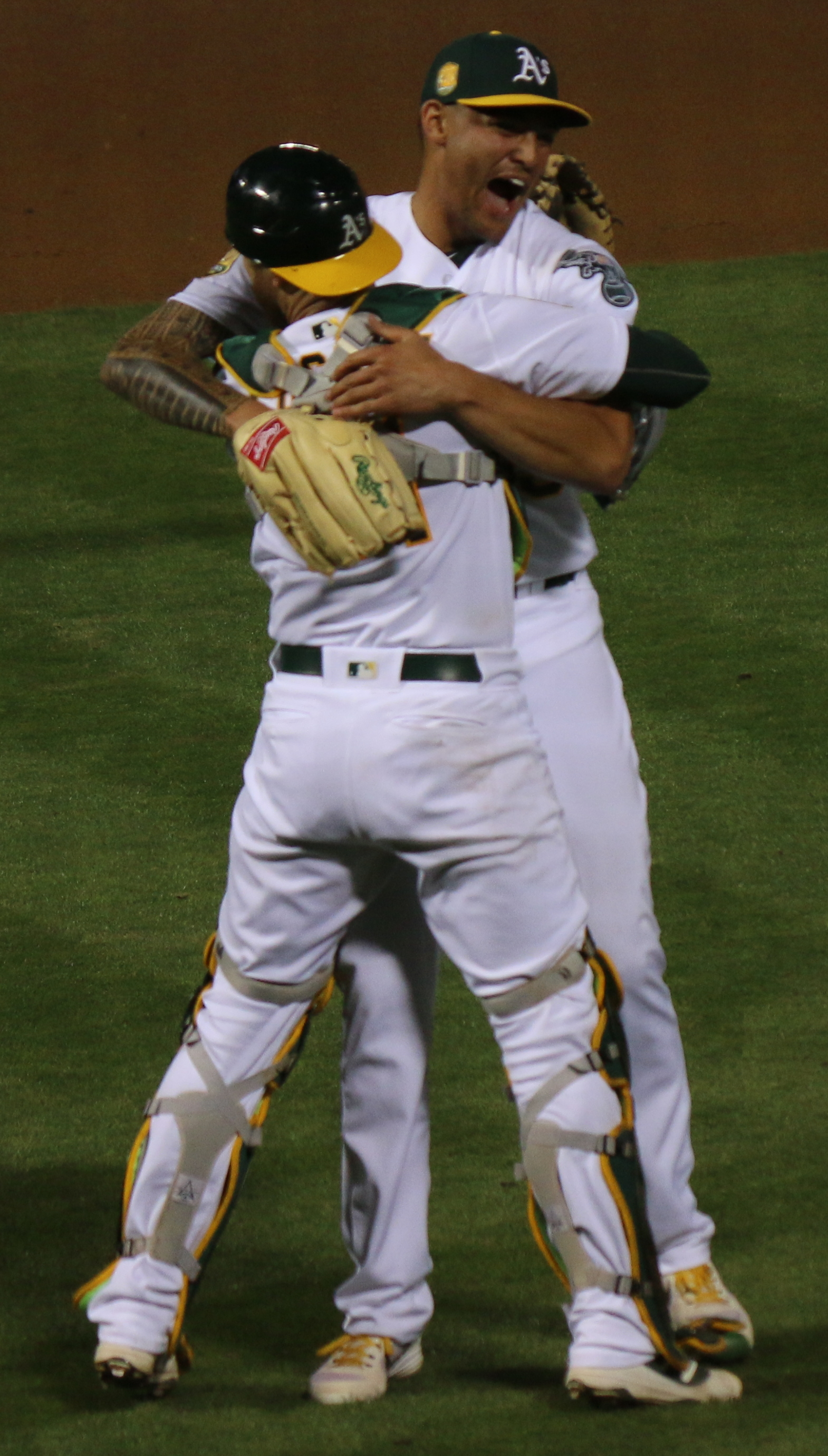
2018年4月21日，在馬奈亞投出無安打比賽後，捕手強納森·路克羅伊上前與馬奈亞擁抱

2016年4月29日，馬奈亞登上大聯盟。他在菜鳥年投出7勝9敗，防禦率3.86。隔年4月30日，他因為左肩受傷而進入傷兵名單。2017年上半季，馬奈亞的防禦率為3.76。不過他在下半季受到減重與注意力不足過動症的困擾，導致他整季只拿下12勝10敗，防禦率4.37。
2018年4月21日，馬奈亞面對紅襪隊投出無安打比賽。這是運動家隊史繼2010年的達拉斯·布萊登後，第一位投出無安打比賽的投手。4月27日，他面對太空人投出7局7次三振無失分的好表現。整季他投出12勝9敗，而他也被敲出6支觸擊安打，為大聯盟最多。
2019年，馬奈亞幾乎都在養傷，一直到9月才重返大聯盟。整季他拿下4勝，並成為外卡賽的先發投手。不過他僅投2局就被敲出3轟掉了4分，最後運動家1比5輸給光芒。
2020年，馬奈亞與運動家簽下375萬美元的延長合約。該年他拿下4勝3敗，防禦率4.50。運動家再度晉級季後賽，而馬奈亞在分區賽第二場先發。他僅投4+1⁄3局便掉4分吞敗，最後運動家輸給太空人。
2021年，馬奈亞與運動家簽下595萬美元的延長合約。整季他拿下11勝10敗，防禦率3.91。隔年3月22日，他再和球隊簽下975萬美元的合約。

### 聖地牙哥教士
2022年4月3日，運動家將馬奈亞和Aaron Holiday交易到教士，換來Adrián Martínez和Euribiel Angeles。

### 紐約大都會
2024年12月，大都會宣布與馬奈亞簽下三年合約。

## 個人生活
馬奈亞的父親曾參與越戰，他們家從薩摩亞移往夏威夷，最後再移往印第安納州。馬奈亞的母親是一名工人，而馬奈亞有兩個同父異母的哥哥。其中他有一個哥哥目前在美國海軍服役。

## 參看
- 美國職棒大聯盟無安打比賽列表

## 外部連結
- 球員資訊和成績在MLB ，ESPN ，Retrosheet ，Baseball Reference ，Baseball Reference (Minors) ，Fangraphs ，The Baseball Cube （英文）
- 尚恩·馬奈亞的X（前Twitter）

| 奖项与成就             | 奖项与成就                         | 奖项与成就                                                      |
| ---------------------- | ---------------------------------- | --------------------------------------------------------------- |
| 前任者： 艾汀森·沃奎茲 | 投出無安打比賽的投手 2018年4月21日 | 繼任者： 沃克·布勒、Tony Cingrani、Yimi Garcia、Adam Liberatore |